# Харків Андрій Васильович
Андрій Васильович Харків (9 листопада 1997, смт Куликів — 15 серпня 2023, с. Роботине) — старший лейтенант, командир 3 взводу 2 роти 1-го механізованого батальйону 116 ОМБр Збройних Сил України, учасник російсько-української війни, що загинув у ході російського вторгнення в Україну в 2022 році.

## Життєпис
Народився 9 листопада 1997 року у с-ще. Куликів, нині Львівського району Львівської області.
Здобував середню освіту з 1 по 9 класи у Куликівському опорному закладі загальної середньої освіти І-ІІІ ступенів та опісля, до 11 класу навчався у Синьківській ЗОШ І-ІІ ступенів. Опісля здобуття середньої освіти переїхав до Львова та вступив на хімічний факультету Львівського національного університету імені Івана Франка, де навчався з 2015—2019 роки.
На третьому курсі вступає на кафедру військової підготовки Національної академії сухопутних військ від ЛНУ та у 2019 році складає присягу.
З початком повномасштабної російсько-української війни, Андрій долучився до захисту української держави, беручи участь у визволенні Харківщини, Сумщини, Донеччини, Запоріжжя. Відомо також, що брав участь у визволені Охтирки, Хотині, Іскрісківщини, Волфиного, Покровського, Оріхова. Добровольцем пішов на фронт, проходив військову службу у складі 1 механізованого батальйону 116 бригади.
У нього залишилися: мама — Світлана Петрівна, тато — Василь Володимирович, наречена — Людмила Городна, брат — Тарас Харків, бабуся та дідусь, друзі.
«Став на захист нашої Батьківщини з перших днів березня 2022 року. Це був гарний офіцер, завжди на позитиві, без зайвих питань готовий виконати свою роботу. Його поважали, любили! Це важка втрата для родини, друзів, односельчан, побратимів та усіє громади», — пишуть про нього.
Віддав життя заради того, щоб ми могли навчатися, працювати, любити і жити…

## Смерть й поховання
Загинув рятуючи життя своїх побратимів, ціною власного життя, в районі населеного пункту Роботине Запорізької області.
Прощання відбулося 01.09.2023 року.
Як повідомили у Лопатинській тергромаді:
«Просимо всіх належним чином провести загиблого Воїна, створивши живий коридор у селі Куликів від автобусної зупинки  01 вересня  о 12:15.
Потім прощання відбудеться у с. Куликів  на подвір'ї батьківської хати об 12:30.  
Ціною свого життя він здійснив найбільший подвиг справжнього чоловіка — віддав своє життя за цілісність і незалежність України. На віки-вічні його ім'я буде вписане в історію нашої громади та України, як воїна — Героя Захисника!» — йдеться в повідомленні.
Похований на кладовищі у с. Куликів.

## Нагороди
- Орден Богдана Хмельницького ІІІ ступеня (3 квітня 2024, посмертно) — за особисту мужність, виявлену у захисті державного суверенітету та територіальної цілісності України, самовіддане виконання військового обов'язку[6]